# Б'єркгаген (станція метро)
59°17′26″ пн. ш. 18°06′56″ сх. д. / 59.290556° пн. ш. 18.115556° сх. д.
«Б'єркгаген» (швед. Björkhagen) — станція Зеленої лінії Стокгольмського метрополітену, обслуговується потягами маршруту Т17.
Станція була відкрита 18 листопада 1958 у складі черги Гаммарбюгейден — Багармоссен

  
Відстань від станції Слюссен 4.8 км.
Пасажирообіг станції в будень — 3,800 осіб (2019)

Розтушування: у мікрорайоні Б'єркгаген Седерорт, Стокгольм
Конструкція: відкрита естакадна станція з однією острівною прямою платформою.

## Операції
| Попередня станція         | Лінія | Лінія     | Лінія | Наступна станція     |
| ------------------------- | ----- | --------- | ----- | -------------------- |
| Гаммарбюгейден до Окесгов |       | Лінія T17 |       | Щеррторп до Скарпнек |